# Nedvídkov (Šumavské Hoštice)
Nedvídkov je osada sestávající ze 6 domů nalézající se asi 1 km severně od obce Šumavské Hoštice v okrese Prachatice.

## Galerie

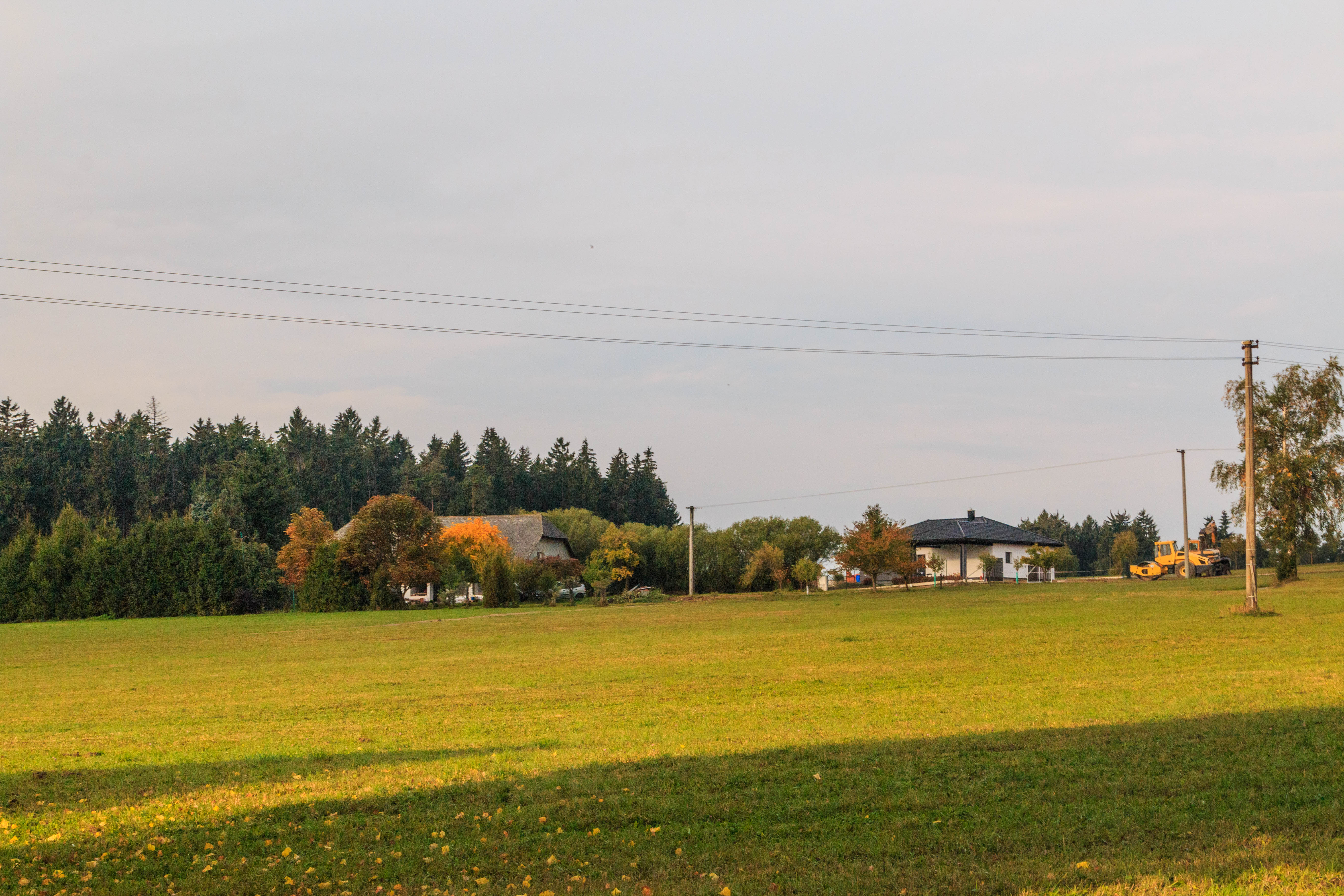
Nedvídkov – čp. 27
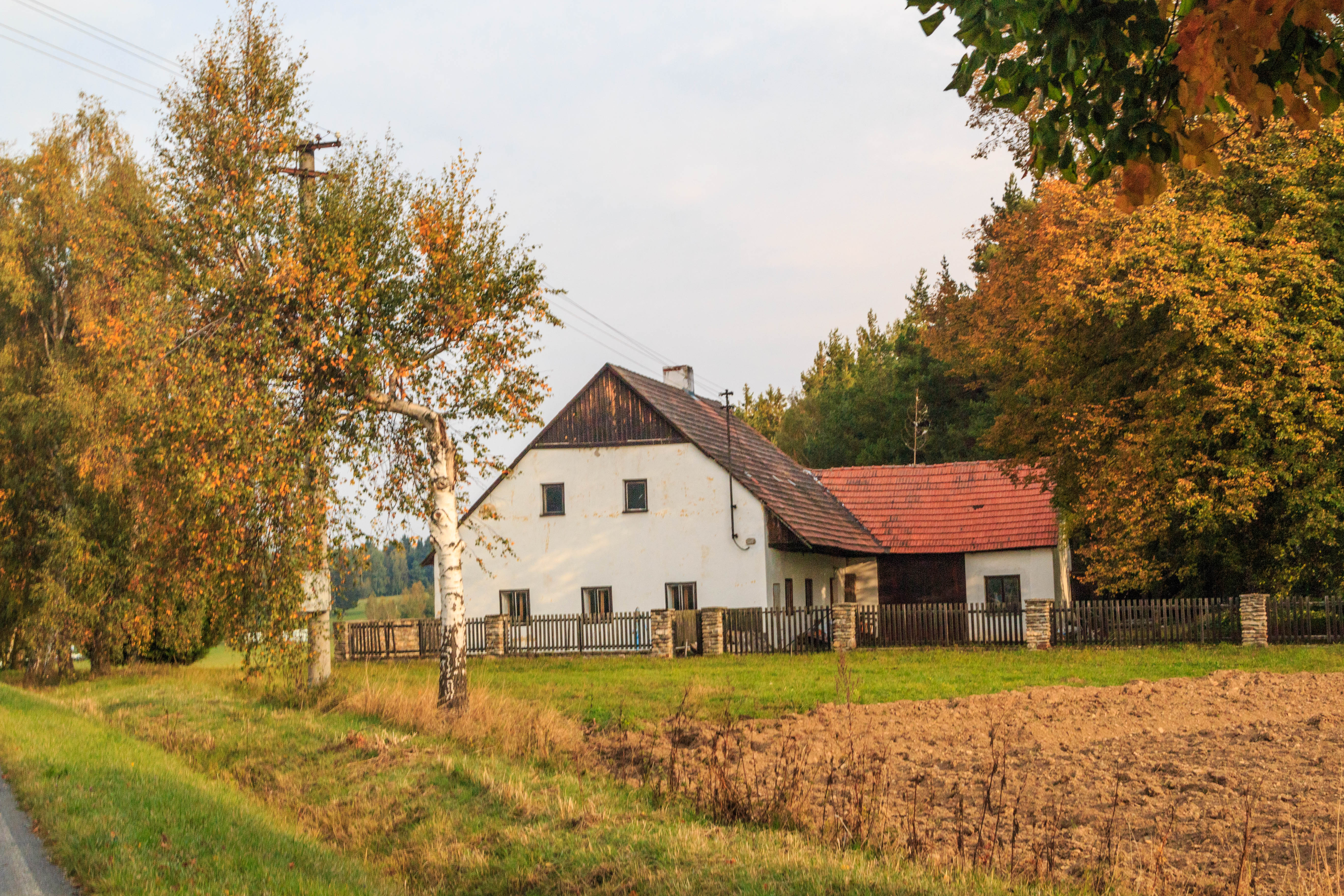
Nedvídkov – čp. 30
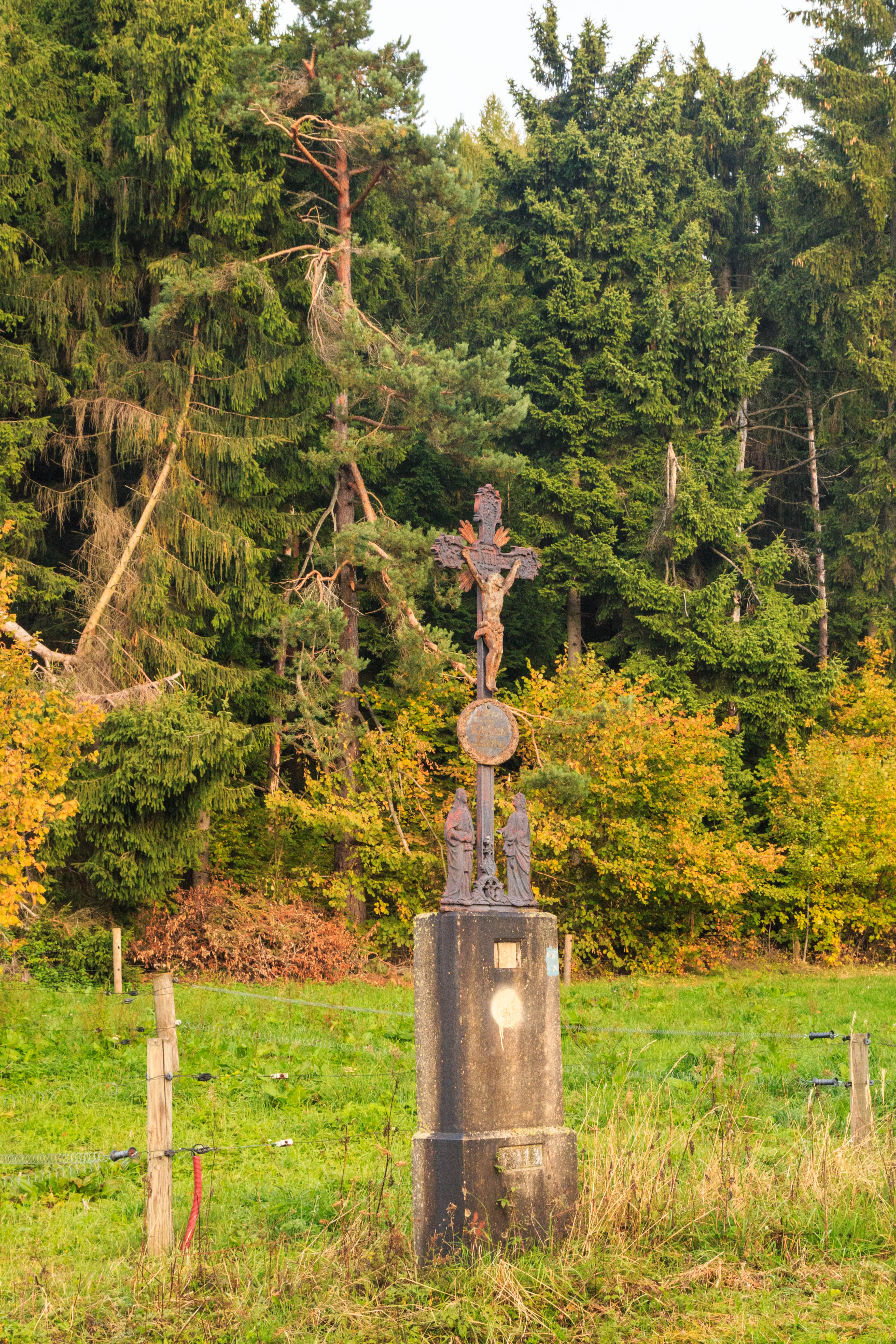
Nedvídkov – křížek